# Comuna Podravska Moslavina, Osijek-Baranja
Podravska Moslavina este o comună în cantonul Osijek-Baranja, Croația, având o populație de 1.202 locuitori (2011).

## Demografie
Componența etnică a comunei Podravska Moslavina
     Croați (95,51%)
     Sârbi (3,49%)
     Necunoscut (0,25%)
     Neclasificat (0,67%)
Componența confesională a comunei Podravska Moslavina
     Catolici (95,34%)
     Ortodocși (3,66%)
     Necunoscută (0,42%)
     Alte religii (0,58%)
Conform recensământului din 2011, comuna Podravska Moslavina avea 1.202 locuitori. Din punct de vedere etnic, majoritatea locuitorilor (95,51%) erau croați, cu o minoritate de sârbi (3,49%). Apartenența etnică nu este cunoscută în cazul a 0,25% din locuitori. Din punct de vedere confesional, majoritatea locuitorilor (95,34%) erau catolici, cu o minoritate de ortodocși (3,66%). Pentru 0,42% din locuitori nu este cunoscută apartenența confesională.